# А я всё летала
«А я всё летала» — песня российской женской поп-группы «Блестящие», выпущенная в ноябре 2002 года как третий и последний сингл с их четвёртого студийного альбома «За четыре моря». Композиция также входит в большинство сборников песен группы. Автором слов является Ксения Новикова, автором музыки — Андрей Грозный. Песня считается визитной карточкой коллектива. Также она стала саундтреком к фильму «Ночной дозор».

## История
Песня была выпущена как третий и заключительный сингл с четвёртого альбома группы «За четыре моря». Слова были написаны солисткой группы Ксенией Новиковой, музыка — продюсером коллектива Андреем Грозным. Сингл был записан составом Ксения Новикова-Жанна Фриске-Ирина Лукьянова-Юлия Ковальчук. Это последний сингл, записанный данным составом.
5 июня 2003 года коллектив выступил с этой песней на «Премии Муз-ТВ 2003».

## Реакция критиков
Наталья Светлакова из агентства InterMedia назвала песню одной из лучших на альбоме «За четыре моря». Другой рецензент InterMedia Виктор Шкурдюк, в рецензии к альбому «Восточные сказки», посчитал, что «песня рискует остаться в истории российской поп-музыки, поскольку представляет собой редкий пример девичьей поп-композиции, которую можно слушать даже в отсутствие остроумного клипового видеосопровождения». Сергей Курий из журнала «Время Z» отметил, что «если бы подобное исполнение имело место в реальности, мы приняли бы это за чистую монету», так как «песня — это не только текст и не только музыка, это и текст, и музыка, и исполнение, и время её создания, и манера исполнения, и личность исполнителя».
Алексей Мажаев посчитал композицию песней памяти Жанны Фриске: «Вот почему-то не могу её спокойно слышать, сразу возникают мысли о молодых, красивых и хитовых, и о той одной из них, что улетела навсегда…». Рецензируя сборник песен Best 20, Мажаев отметил, что только эту песню со всего сборника «можно назвать настоящим, стопроцентным, безупречным хитом», посчитав, что под неё «и самый усталый человек если не станцует, то хоть подпоёт»: «И вроде бы песня решена теми же музыкальными средствами, что и остальные, но… чуть больше наглости, чуть больше мелодической резкости позволили треку заметно выделиться на общем фоне» — подчеркнул автор.

## Участники записи
- Ксения Новикова — вокал, автор текста
- Жанна Фриске — вокал
- Ирина Лукьянова — вокал, бэк-вокал
- Юлия Ковальчук — вокал, бэк-вокал
- Андрей Грозный — автор музыки

## Награды и номинации
| Год  | Премия                 | Награда                                                                                 | Статус |
| ---- | ---------------------- | --------------------------------------------------------------------------------------- | ------ |
| 2003 | Серебряная калоша      | «Глаза цвета вискас» (за рекламу товаров и товарных знаков в музыкальных произведениях) | Победа |
| 2003 | Золотой граммофон 2003 | Статуэтка «Золотого граммофона»                                                         | Победа |
| 2015 | Золотой граммофон 2015 | Статуэтка «Золотого граммофона»                                                         | Победа |

## Чарты
| Чарт           | Высшая позиция | Кол-во недель в чарте |
| -------------- | -------------- | --------------------- |
| Еврохит Топ-40 | 15             | 8                     |